# Paris-Bourges 2017
Paris-Bourges 2017 est la 67e édition de la course cycliste française Paris-Bourges se déroulant le 5 octobre 2017 entre Gien (Loiret) et Bourges (Cher), sur une distance de 193,9 kilomètres.
La course fait partie du calendrier UCI Europe Tour 2017 en catégorie 1.1 et est remportée par le Français Rudy Barbier (AG2R La Mondiale).

## Présentation
Organisée par l'Union Bourges Cher Cyclisme (UBCC), Paris-Bourges connaît en 2017 sa 67e édition.

### Parcours
Le départ est donné à Gien, dans le Loiret. Le parcours traverse ensuite le Sancerrois et arrive à Bourges après 194 km de course.

## Équipes
Classé en catégorie 1.1 de l'UCI Europe Tour, Paris-Bourges est par conséquent ouvert aux UCI WorldTeams dans la limite de 50 % des équipes participantes, aux équipes continentales professionnelles, aux équipes continentales et aux équipes nationales.
| WorldTeams (3)- Katusha-Alpecin - FDJ - AG2R La Mondiale Équipes continentales professionnelles (8)- Delko Marseille Provence KTM - Direct Énergie - Fortuneo-Oscaro - Sport Vlaanderen-Baloise - Wanty-Groupe Gobert - WB-Veranclassic-Aqua Protect - Verandas Willems-Crelan - Cofidis, Solutions Crédits Équipes continentales (8)- Armée de terre - Vorarlberg - 0711/Cycling - HP BTP-Auber 93 - Roubaix Lille Métropole - Differdange-Losch - Euskadi Basque Country-Murias - Roth-Akros |
| |

## Déroulement de la course
Quatre coureurs, Anthony Delaplace (Fortuneo-Oscaro), Pierre Gouault (HP BTP-Auber 93), Emils Liepins (Delko-Marseille Provence-KTM) et Dries De Bondt (Verandas Willems-Crelan), parcourent 150 km en échappée. Ils comptent une avance maximale de 4 minutes et 20 secondes mais sont repris par le peloton à cinq kilomètres de l'arrivée. Rudy Barbier (AG2R La Mondiale) remporte la course au sprint devant Marc Sarreau (FDJ) et Jérémy Lecroq (Roubaix Lille Métropole).

## Classement
| Classement | Classement         | Classement | Classement                   | Classement         |
|            | Coureur            | Pays       | Équipe                       | Temps              |
| ---------- | ------------------ | ---------- | ---------------------------- | ------------------ |
| 1er        | Rudy Barbier       | France     | AG2R La Mondiale             | en 4 h 34 min 36 s |
| 2e         | Marc Sarreau       | France     | FDJ                          | + 0 s              |
| 3e         | Jérémy Lecroq      | France     | Roubaix Lille Métropole      | + 0 s              |
| 4e         | Justin Jules       | France     | WB-Veranclassic-Aqua Protect | + 0 s              |
| 5e         | Christophe Laporte | France     | Cofidis                      | + 0 s              |
| 6e         | Armindo Fonseca    | France     | Fortuneo-Oscaro              | + 0 s              |
| 7e         | Tom Devriendt      | Belgique   | Wanty-Groupe Gobert          | + 0 s              |
| 8e         | Timothy Dupont     | Belgique   | Verandas Willems-Crelan      | + 0 s              |
| 9e         | Rick Zabel         | Allemagne  | Katusha-Alpecin              | + 0 s              |
| 10e        | Andrea Pasqualon   | Italie     | Wanty-Groupe Gobert          | + 0 s              |
| modifier   |                    |            |                              |                    |